# Aki Taguchi
Aki Taguchi (田口 亜希, Taguchi Aki) (nom de jeune fille : Terai (寺井), née le 12 mars 1971) est une ancienne athlète de tir japonaise.

## Biographie
Diplômée de l'université Ōtemon gakuin, Aki Taguchi entre dans la société Yusen Cruises Co., Ltd. et navigue autour du monde en tant que commissaire de bord sur le navire à passagers Asuka. Alors qu'elle est en vacances, à l'âge de 25 ans, elle contracte une maladie vasculaire de la moelle spinale. Elle ne peut plus se déplacer qu'en fauteuil roulant. Sur la recommandation d'un ami rencontré lors de sa réadaptation, elle découvre le tir de compétition. Elle commence à tirer avec des carabines laser, puis elle passe au tir à la carabine à balles réelles (carabines à air comprimé, carabines de calibre 22).
Elle participe à trois Jeux paralympiques consécutifs : les Jeux paralympiques d'Athènes en 2004, les Jeux paralympiques de Pékin en 2008 et les Jeux paralympiques de Londres en 2012. Aux Jeux para-asiatiques de 2010, elle remporte une médaille de bronze.
Elle travaille ensuite dans l'équipe de contribution sociale du groupe de relations publiques, NYK Line. Elle est directrice de l'Association japonaise des paralympiens (日本パラリンピアンズ協会) depuis 2016.
Le 22 février 2019, elle est nommée conseillère à l'Agence japonaise des sports. Son mandat court jusqu'au 31 mars 2020.
Le 21 août 2021, avec Tadahiro Nomura et l'actrice Satomi Ishihara, eux aussi ambassadeurs des JO 2020, elle allume la flamme paralympique lors de la cérémonie d'allumage de la flamme paralympique de Tokyo 2020.

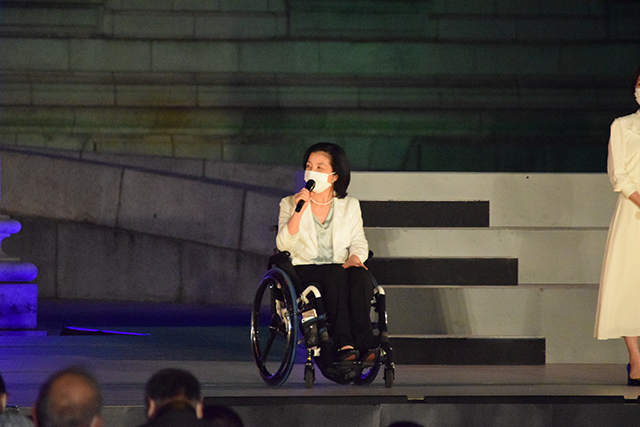
Aki Taguchi, le 20 août 2021, lors de la cérémonie d'allumage de la torche olympique.

En 2024, Aki Taguchi est membre du Comité paralympique du Japon, du Conseil du Comité olympique japonais et de l’Association japonaise de tir à la carabine, ainsi que directrice du Département de soutien de l’organisation athlétique du Centre de soutien aux para-sports de la Nippon Foundation.
Elle est chef de mission de l'équipe nationale japonaise aux Jeux paralympiques de Paris 2024,.